# تاركة (سعادة)
تاركة هي إحدى مشيخات المملكة المغربية، تتبع جغرافيا لعمالة مراكش وإداريًا لسعادة. يقدر عدد سكانها بـ 14563 نسمة حسب الإحصاء الرسمي للسكان والسكنى لسنة 2004.